# Heupgewricht
Het heupgewricht of de articulus coxae is een kogelgewricht dat de verbinding vormt tussen het dijbeen en het bekken. Een kogelgewricht is een gewricht dat bestaat uit een kom en een bolvormige kop. Een dergelijk gewricht heeft meerdere graden van vrijheid. De kom en de kop hebben een laagje kraakbeen aan het oppervlak, waardoor deze soepel over elkaar heen kunnen schuiven.

## Slijtage
Als het laagje kraakbeen versleten raakt, dan wordt het oppervlak ruw, waardoor bewegen stroever en daardoor pijnlijker wordt. Dit proces staat bekend als artrose. Met een heupprothese (nieuwe heup) kan de functie van het heupgewricht weer hersteld worden.